# 순천 선암사 삼층석탑 사리장엄구

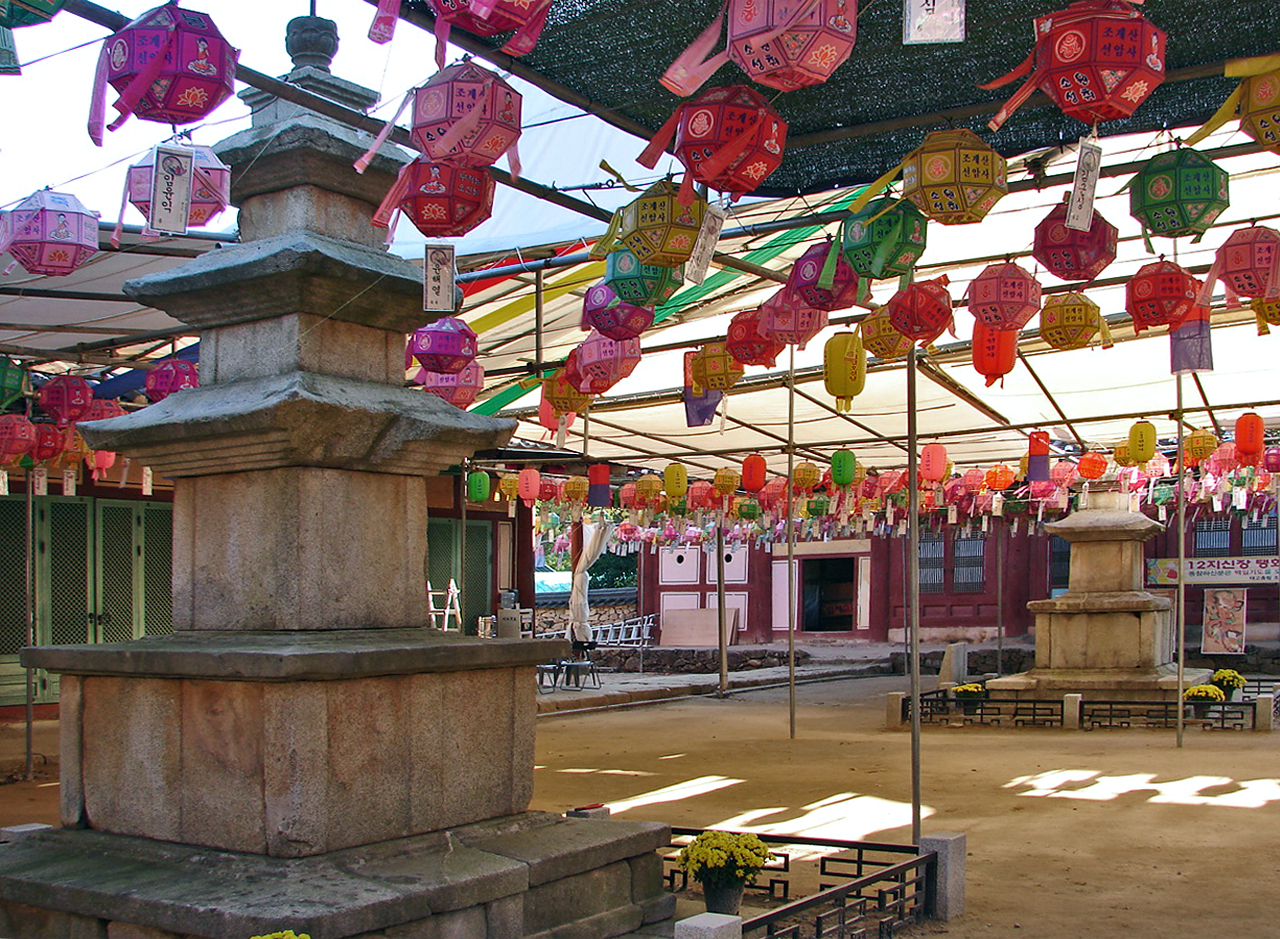
순천 선암사 동·서 삼층석탑

순천 선암사 삼층석탑 사리장엄구(順天 仙巖寺 三層石塔 舍利莊嚴具)은 전라남도 순천시 승주읍, 선암사 성보박물관에 있는 고려시대의 불교공예품으로, 순천 선암사 동·서 삼층석탑(보물 제395호)을 해체 수리할 때 발견된 유물 3점이다. 1988년 6월 16일 대한민국의 보물 제955호로 지정되었다.
1986년 선암사 3층 석탑 중 동탑을 해체하는 과정에서 발견된 유물로 모두 사리장엄구로서 청자항아리, 백자 항아리 각 1점씩, 사리 장치로는 금동사리탑과 수정용기 및 사리 1과 등이다. 금동사리탑은 9세기 한국 석조부도의 팔각 원단형을 그대로 고수하여 당시의 금속공예연구에 귀중한 자료가 되고 있다.

## 개요
전라남도 승주군에 있는 《순천 선암사 동·서 삼층석탑》(보물 제395호)을 해체 수리할 때 발견된 유물 3점이다.
동탑 1층의 하부에서 사리 구멍이 발견된 것은 유례가 없는 일이다. 사리 구멍에서 나온 유물은 사리 장엄구로 청자 항아리, 백자 항아리가 각각 1점씩 있었으며, 사리 장치는 백자 항아리에서 나왔다. 이 백자 항아리 안에 비단으로 싼 금동 사리탑이 있고, 사리탑 안에 회백색 타원형의 사리 1개가 있는데, 사리는 팔각 원통 모양의 수정 그릇 안에 있다.
청자삼이소호는 높이 6.5cm, 아가리 지름 4.1cm, 밑지름 5.6cm, 뚜껑 아가리 지름 6.4cm, 뚜껑 높이 1.5cm의 크기이다. 뚜껑의 윗면 중앙에 작은 돌대와 같은 꼭지가 있다. 항아리는 어깨가 벌어져 있고 몸체는 풍만하다. 어깨에는 한 줄의 음각선이 둘러져 있으며, 세곳에 각이 지고 구멍이 뚫린 꼭지가 나있다. 유색은 어두운 녹청색으로 미세한 빙렬이 전면에 나 있다.
유개호는 총 높이 12cm, 아가리 지름 9.6cm, 밑지름 7.2cm, 뚜껑 높이 2.6cm의 크기이다. 아가리 부분이 넓으며 어깨부터 벌어져서 몸체가 풍만하며, 뚜껑은 조그만 접시 모양으로 중앙에 꼭지가 있다. 유색은 백토로 분장되어 있는 표면에, 담청을 머금은 백색유가 두텁게 입혀져서 불투명하다. 16세기 전반에 제작된 것으로 추정된다.
금동사리탑은 높이 6.2cm, 폭 1.9cm의 크기이다. 사리가 모셔진 팔각 원통 모양의 이 사리탑은 백자 항아리 안에서 발견되었다. 3겹의 꽃잎이 위로 벌어진 연좌 위에 탑의 몸체와 지붕돌을 갖추었다. 사리탑은 14세기경에 만들어진 것으로 추정된다.
고려 말의 사리장치 연구는 물론 당시의 금속공예 연구에도 중요한 자료가 된다.

## 같이 보기
- 순천 선암사 동·서 삼층석탑 - 보물 제395호

## 참고 자료
- 순천 선암사 삼층석탑 사리장엄구 - 국가유산청 국가유산포털